# Lubor Těhník

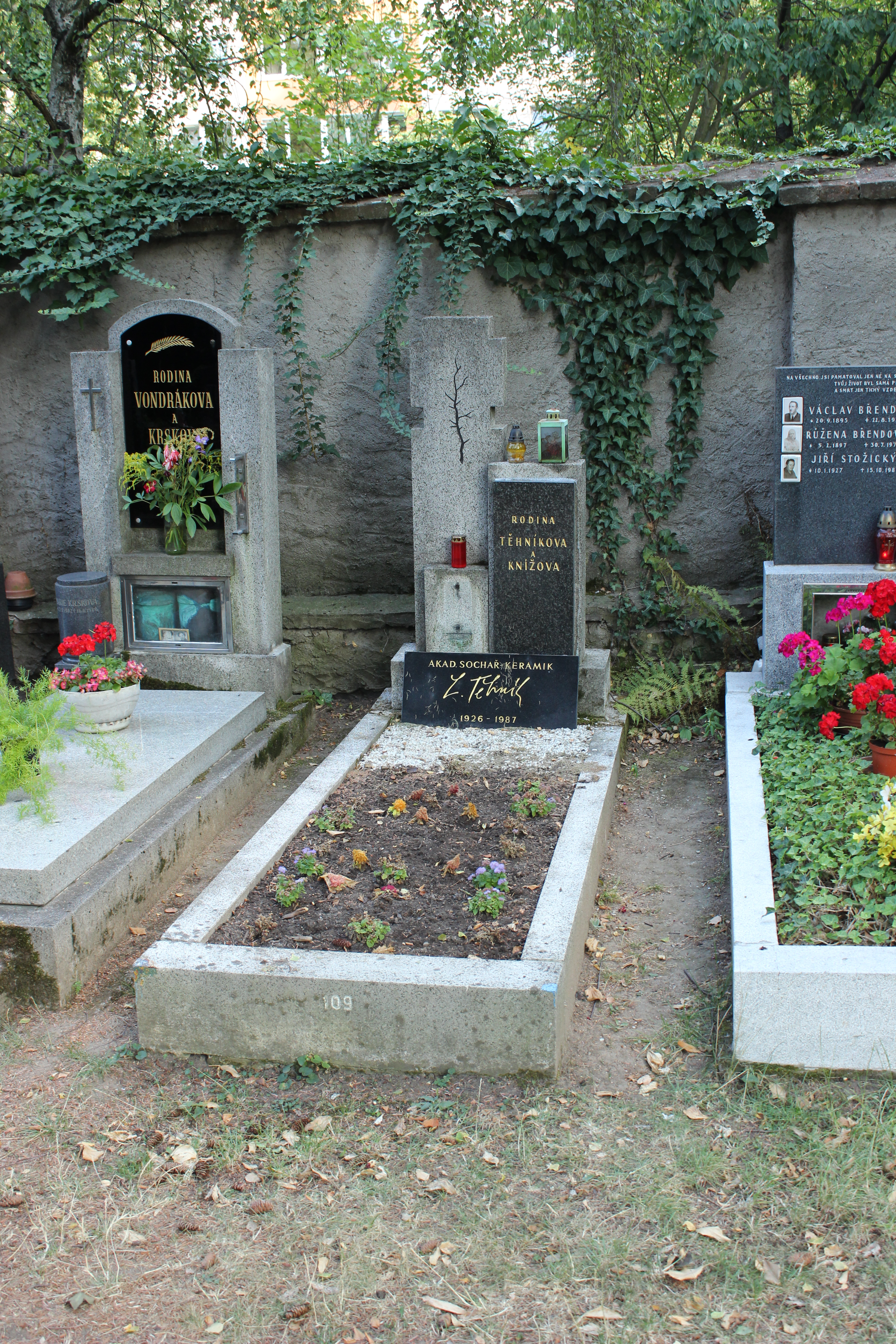
Hrob Lubora Těhlíka

Lubor Těhník (12. prosince 1926 – 3. března 1987) byl český keramik, pedagog a designér. Pracoval s porcelánem i s technickou kameninou a vytvářel často monumentální díla, trojrozměrné venkovní plastiky i realizace v architektuře.

## Život
V letech 1947–1951 vystudoval výtvarnou výchovu na pedagogické fakultě Univerzity Karlovy, u profesorů  Karla Lidického, Cyrila Boudy a Martina Salcmana.

## Umělecká dráha
Působil v keramických dílnách v Kostelci nad Černými lesy, Štěchovicích, v dílně Tvar v Praze a v keramické dílně Českého fondu výtvarných umění. Jako jeden z prvních začal používat technickou kameninu, jeho díla jsou tedy často velmi masivní. Je autorem mnoha mříží, reliéfů a kašen. Často také zpracovával netradičním způsobem porcelán, když vázu v zatuhlém stavu rozřezal do výchozích částí, jež pak sestavil do nové kompozice. Experimentoval také s různými glazurami.
Za svého života měl dvě samostatné výstavy – v roce 1963 a v roce 1981. Je spoluautorem textů Dům, sklo, zem a Výtvarná práce

## Dílo

### Realizace v architektuře
- 1985–1986 Nedokončený reliéf pro recepci horské boudy, Benecko
- 1985 Dělicí stěna pro Slovanský dům v Praze, (s ak. soch. Jiřím Marešem)
- 1985 Kolekce žardiniér pro celnici, Hatě
- 1984 Kolekce 20 kusů žardiniér  pro vstupní halu celulózky, Paskov
- 1984 Reliéf pro Základní devítiletou školu, Kutná Hora
- 1982 Reliéf Živly, vápenka Lochkov (s s ak. mal. Františkem Krčmářem)
- 1982 Reliéf pro ubytovnu Prior, Praha–Bohnice (s s ak. mal. Františkem Krčmářem)
- 1982 Obklady a vybavení květinářství v podchodu stanice metra na náměstí Jiřího z Poděbrad (Praha)
- 1981 Plastika Mír dětem, ZDŠ Slavonice
- 1978 Reliéf a vybavení květinové síně, Pařížská ulice, Praha
- 1974 Plastika Ptáci, Základní škola Vorlina, Vlašim[2]
- 1976 Dělicí interiérová stěna, Koospol, Praha
- 1965 Reliéf Praha v interiéru Palazzo Vecchio, Florencie, Itálie
- 1965 Reliéf Praha, Tbilisi, tehdy SSSR
- 1964 Fontána Mariánské Lázně (společná realizace s Pravoslavem a Jindřiškou Radovými)

Je zastoupen ve sbírce Uměleckoprůmyslového muzea v Praze, v keramické sbírce Alšovy jihočeské galerie v Bechyni,